# Бальестерос, Роберто
Эдуардо Рамирес, более известный как Роберто Бальестерос (исп. Eduardo Ramirez, mas conocido como Roberto Ballesteros); (22 марта 1952 года, Торреон, Мексика)  —  актёр, известный своим участием в мексиканских телесериалах.
Рост — 186 см.

## Биография
С малых лет всерьёз увлёкся кинематографом. По жизни рос очень общительным мальчиком, находящим общий язык со всеми. После окончания театральной школы в 1969 году дебютировал в спектакле «Антоний и Клеопатра» по В. Шекспиру. В ранней юности познакомился с Азелой Робинсон, которая была моложе него почти на 14 лет, и на которой вскоре женился. Затем влюблённую пару приглашают на съёмку одного молодёжного мексиканского сериала. Однако личная жизнь актёров не сложилась — они развелись. Бальестерос попробовал себя в новом качестве — стал продюсировать мексиканские сериалы.
За свою карьеру Бальестерос снялся в 60 картинах: 20 полнометражных кинофильмах и 40 телесериалах и теленовеллах.

## Фильмография

### Теленовеллы телекомпанииTelevisa
- 1978 — Вивиана — Хосе Апарисио
- 1979 — Богатые тоже плачут — Официант
- 1980 — Колорина — Хулиан
- 1980 — Вероника — Лисандро
- 1980 — Соледад — Мартин
- 1983 — Когда дети уходят — Хулио Франциско Мендоза
- 1983 — Амалия Батиста — Макарио
- 1984 — Счастливые Годы — Анхело
- 1985 — Пожить Немного — Маркос Ланос Дель Торо
- 1987 — Бедная Юность — Нестор Де Ла Пена
- 1987 — Бедная Сеньерита Лемантюр — Герман
- 1987 — Дикая Роза — Доктор Херман Лаприда
- 1987 — Пятнадцатилетняя — Антонио
- 1989 — Просто Мария — Артуро Д’Анхиле
- 1990 — Моя маленькая Соледад — Матео
- 1991 — Сладкая Шалунья — Адольфо Молина
- 1992 — Мария Мерседес — Корделио Кордеро Мансо
- 1994 — Полет Орла — Висенте Герреро
- 1995 — Под тем же лицом — Сезар
- 1995 — Мария с Района — Призрак
- 1995 — Мария Хосе — Джоэль
- 1996 — Горящий Факел — Висенте Герреро
- 1996 — В плену Страсти — Руфино Мендоза
- 1996 — Моя дорогая Исабель — Федерико Кардоно
- 1997 — Мария Исабель[исп.] — Армандо
- 1998 — Страстная злость — Кармело Камачо
- 1998 — Красавица — Саидар
- 1998 — Дневник Даниелы — Артуро Барто
- 1999 — Новогодняя Сказка — Гонзало Пенумбра
- 1999 — Ради твоей любви — Сандро Вале
- 2000 — Цена твоей любви — Родольфо
- 2001 — Красивая Женщина — Сервандо
- 2001 — Без греха зачатая — Сержант Эпигменио Нава
- 2001 — Бесконечнное Рождество — Касимир
- 2003 — Полюбить Снова — Хулио Моралес
- 2003 — Мой Грех В Любви К Тебе - Марсело
- 2004 — Ставка на любовь — Хусто
- 2005 — Наперекор Судьбе — Аркадио
- 2005 — Супруга Девственница — Кристобаль
- 2009 — Камалеоны — Рикардо
- 2010 — Полная любви — Бернардо

## Награды и премии
| Год  | Номинация           | Сериал          | Роль                   | Итоги номинации |
| 1990 | Самый лучший злодей | Просто Мария    | Артуро Д’Анхиле        | Номинация       |
| 1993 | Самый лучший злодей | Мария Мерседес  | Корделио Кордеро Мансо | Номинация       |
| 1997 | Самый лучший злодей | В плену страсти | Руфино Мендоса         | Победа          |